# Молчан Владислав Ігорович
Владислав Ігорович Молчан (рос. Владислав Игоревич Молчан; нар. 21 вересня 2000, Санкт-Петербург, Росія) — російський футболіст, захисник французького «Кана».

## Життєпис

### Ранні роки
Вихованець академії «Зеніту» (Санкт-Петербург). Капітан юнацької команди (U-19), у сезоні 2019/20 років грав за петербуржців у Юнацькій лізі УЄФА.
У ФНЛ дебютував 17 липня 2018 року за пітерський «Зеніт-2» у поєдинку проти «Тамбова». Владислав вийшов на поле на 82-й хвилині замість Антона Синяка. До завершення сезону провів 4 поєдинки, але «Зеніт-2» все одно понизився в класі. У сезоні 2019/20 років повернувся до складу «Зеніту U-19». У 2020 році залишив «Зеніт» та перейшов до «Єнісея», за який провів 3 матчі.

### «Кан»
У жовтні 2020 року підписав контракт з клубом Ліги 2 «Кан» на суму 11 000 євро. Через проблему з візою прибув до Нормандії на початку грудня. Сезон 2021/22 років розпочав у резервній команді, яка виступає у четвертому дивізіоні французького футболу.